# Lythria vernalis
Lythria vernalis är en fjärilsart som beskrevs av Otto Staudinger 1871. Lythria vernalis ingår i släktet Lythria och familjen mätare. Inga underarter finns listade i Catalogue of Life.